# Aad van Mil
Adrianus Jozephus (Aad) van Mil (Leiden, 5 mei 1957) is een voormalig Nederlands waterpolospeler.
Aad Van Mil heeft een indrukwekkende en lange waterpolo-loopbaan waarin hij veel voor de topsport en breedtesport van het Nederlandse waterpolo heeft betekend. In de competitie kwam Van Mil uit voor LZ 1886, Zian/Vitesse, HZC De Robben en ZPC Amersfoort (voorheen de Amersfoortse Zwem en Polo Club AZ&PC).Twee keer deed hij mee aan de Olympische Spelen: in 1980 in Moskou en in 1984 in Los Angeles, en daarmee is hij één van Nederlands beste waterpoloërs ooit.
In de periode 1978 tot 1984 was hij vrijwilliger en medebestuurslid van het waterpolo-opleidingscentrum Talent Centraal/KNZB landelijk. 
Van 1984 tot 1985 was hij voor ZPC Amersfoort basisspeler heren 1 en promotie ereklasse, en van 1985 tot 1992 was hij – op één seizoen na – alle jaren basisspeler heren 1 ereklasse. De waterpolo-afdeling van ZPC Amersfoort speelt al vele jaren op het hoogste waterpoloniveau van Nederland, de eredivisie. ZPC Amersfoort  heeft in al die jaren 8 keer de landstitel en 6 keer de Nederlandse beker gewonnen. Binnen de vereniging staat hij bekend als een verbinder, op elk niveau, maar ook in elk onderwerp. Van breedtesport tot topsport, van zwemmen tot waterpolo, van bestuurlijk tot in de emotie van een beslissende (eredivisie) wedstrijd. Op elk moment weet hij de verbinding te vinden om met elkaar sportief te genieten en weer verder te gaan.
Voor ZPC Amersfoort was hij vanaf 1992 op diverse niveaus 7 jaar lang waterpoloscheidsrechter, zowel regionaal als landelijk, en deed dat als vrijwilliger. Van 1992 tot 1993 werd hij Kampioen van Nederland als basisspeler 1e team waterpolo ereklasse. In 1993 en in 1994 werd het team van ZPC Nederlands kampioen, en in 1994 nam het team deel aan de Europacup wedstrijd in Boedapest. Vanaf 1994 is hij een actieve speler in diverse waterpoloteams. Vanaf 1996 was hij 9 jaar voorzitter van de waterpolocommissie en verantwoordelijk voor de afdeling waterpolo gericht op organisatie, vrijwilligers, leden en ouders. Als probleemoplossend verbinder die altijd kansen ziet, heeft hij een zeer positieve rol binnen de vereniging. Hij trainde als invaller een jaar de heren 1 ereklasse en tot 2002 trainde hij de ‘mini’s’: de allerkleinste waterpolospelertjes. Vanaf 2006 was hij 2 jaar trainer/coach van de waterpoloërs onder de 16 jaar. In het seizoen 2019-2020 degradeerde ZPC Amersfoort naar de 1e klasse. Hij heeft toen alle zeilen bijgezet om talenten voor de club te behouden en een team samen te stellen dat snel weer zou promoveren. Dit lukte, want mede door zijn inzet speelde ZPC Amersfoort het seizoen erna weer in de eredivisie en eindigde op de 4e plaats. In de play-offs streed ZPC om de landtitel en aan het einde van het seizoen was ZPC nog in de race om de Nederlandse beker te winnen. Hij organiseert sinds 2020 samen met anderen het Nieuwjaarstoernooi in Amersfoort om de Van Haselenbeker, met deelname van internationale teams. Mede door zijn contacten nemen jaarlijks diverse topteams uit het buitenland deel. Hij ijvert voor het behoud en de inzet van talenten en coaches om het landelijk niveau van ZPC te kunnen behouden. Sinds 2021 is hij technisch coördinator van de waterpoloafdeling en vanaf 2012 lid hoofbestuur en vrijwilliger van de topsportcommissie. Vanuit deze twee taken is hij verantwoordelijk voor het technisch beleidsplan, wat onderdeel is van het waterpolobeleidsplan.
Op 26 april 2022 is Aad van Mil in Amersfoort benoemd tot Lid in de Orde van Oranje-Nassau.
Stan van Belkum · 
Wouly de Bie · 
Ton Buunk · 
Jan Jaap Korevaar · 
Nico Landeweerd · 
Aad van Mil · 
Ruud Misdorp · 
Dick Nieuwenhuizen · 
Eric Noordegraaf · 
Jan Evert Veer · 
Hans van Zeeland · 
 Ivo Trumbić (Bondscoach)
Johan Aantjes · 
Stan van Belkum · 
Wouly de Bie · 
Ton Buunk · 
Ed van Es · 
Anton Heiden · 
Nico Landeweerd · 
Aad van Mil · 
Ruud Misdorp · 
Dick Nieuwenhuizen · 
Eric Noordegraaf · 
Roald van Noort · 
Remco Pielstroom